# Böhmerweiher
Die Böhmerweiher, oft fälschlicherweise Böhmer Weiher, sind zwei Baggerseen am Westrand der Stadt München, die man in den Großen und den Kleinen Böhmerweiher unterteilt. Die Seen befinden sich im äußersten Westen des Münchner Stadtbezirks Aubing-Lochhausen-Langwied, südlich von Gröbenzell und südöstlich von Puchheim. Sie liegen in der Münchner Schotterebene und entstanden durch Kiesabbau. Sie sind Bestandteil des Landschaftsschutzgebiets Aubinger Lohe.

## Beschreibung

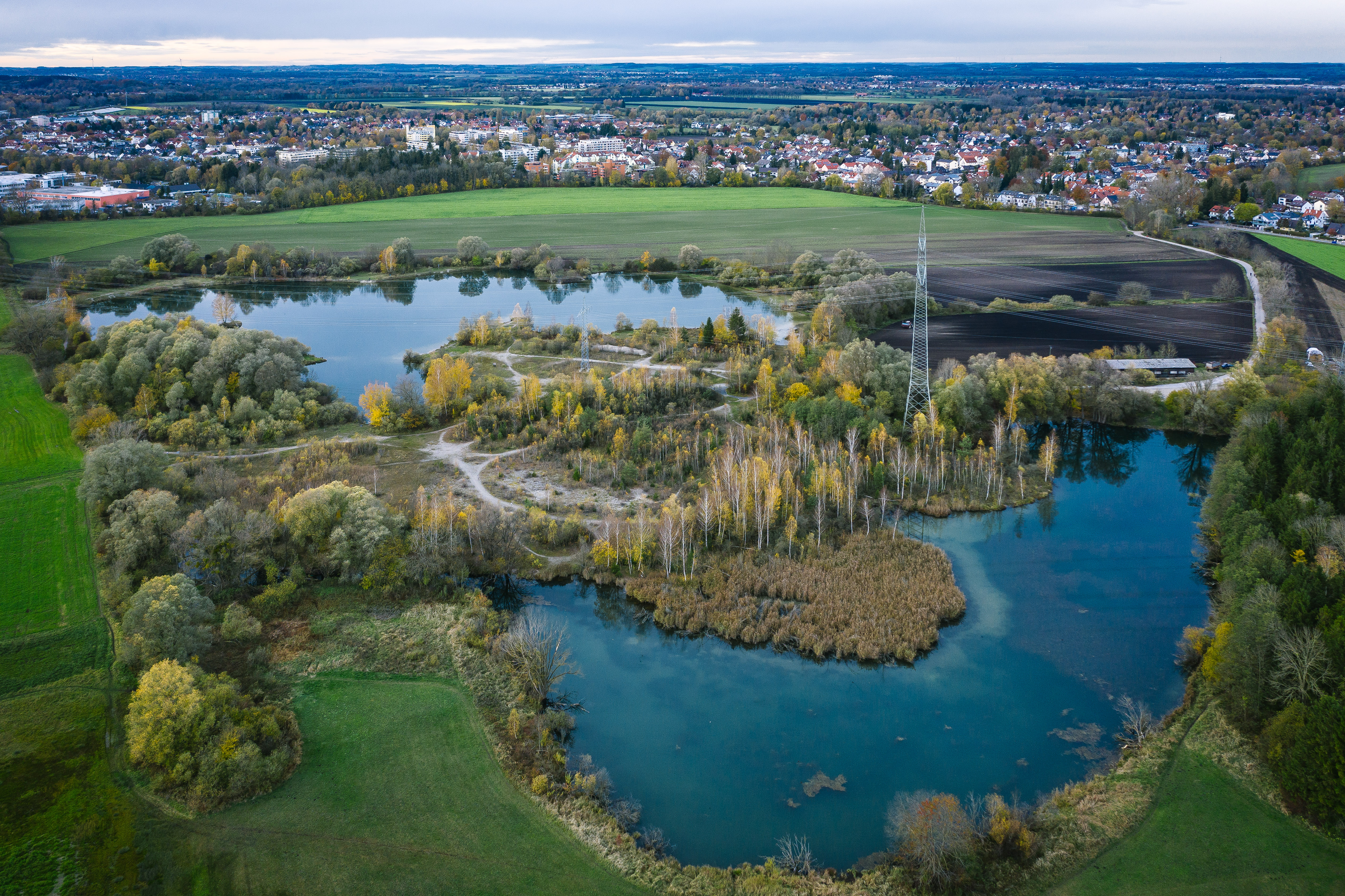
Böhmerweiher, Übersicht

Der Große Böhmerweiher ist etwa 4,75 Hektar groß und wird überwiegend zum Fischen, aber auch Baden genutzt; die Wasserqualität war in der Vergangenheit nicht immer einwandfrei. Für einen Baggersee untypisch sind seine Insel (knapp 130 Quadratmeter) und seine vielen Buchten.
Der Kleine Böhmerweiher ist etwa 1,5 Hektar groß und nur schwer zugänglich. Zum Teil wegen eines Schilfgürtels am Ufer, doch nicht zuletzt auch wegen der vielen Ameisen, die den Boden in seiner Nähe geradezu überfluten und nicht zum Betreten der Seeumgebung einladen. Wegen der geringen Beanspruchung durch den Menschen konnte sich der See zu einem interessanten Biotop entwickeln.

## Geschichte
Der Name der Seen geht auf den Nachnamen des Eigentümers des Grundstücks zurück. Dieser schuf ab den 1960er-Jahren durch Nassbaggerung einen Baggersee, der jedoch letztlich durch Wiederverfüllung in die heutigen zwei Seen aufgeteilt wurde. Im Anschluss daran wurde das Gelände von einer Betonmischfirma genutzt. Danach wurden die Seen im Laufe der Zeit von Erholungssuchenden, insbesondere der nahen Nachbargemeinden, in Anspruch genommen. Zwar erließ die Stadt München 2006 einen Bebauungsplan, um die rechtlichen Voraussetzungen einer ordnungsgemäßen Erschließung des Gebiets zu schaffen, doch gibt es bis heute keine geregelte Nutzung der Fläche. Auch eine vorläufige Regelung durch die betroffenen Körperschaften, um zumindest eine ordnungsgemäße Pflege und Reinigung sicherzustellen, kam 2008 nicht zu Stande. Der Bebauungsplan sieht auf einer Fläche von 26 Hektar eine Fortschreibung der bisherigen Nutzungen vor, Schaffung einer landschaftsverträglichen Erholungsfläche am Großen Böhmerweiher und Sicherung und Entwicklung des vorhandenen Biotops am Kleinen Böhmerweiher. Darüber hinaus schafft er die künftigen Voraussetzungen für eine Wasserrettungsstation, sanitäre Anlagen und einen Kiosk. Voruntersuchungen zum Ausbau wurden 2008 veranlasst, der Ausbau zum Erholungsgebiet sollte 2011 erfolgen, wurde aber bislang nicht umgesetzt. Seit Anfang 2013 steht fest, dass die Kommunen München, Gröbenzell und Puchheim zusammen mit dem Erholungsflächenverein das Seengelände vom jetzigen Eigentümer Johann Böhmer kaufen werden. Pächter der Seen ist zurzeit der Kreisfischereiverein Starnberg.